# Christopher Haigh
Christopher Haigh é um historiador britânico especializado em religião e política em torno da Reforma Inglesa. Até sua aposentadoria em 2009, ele foi aluno e professor de história moderna na Christ Church, Oxford e professor da Universidade de Oxford. Ele foi educado no Churchill College, Cambridge e na Universidade de Manchester. Haigh foi um revisionista muito influente na historiografia de Tudor e na Reforma Inglesa. Os escritos de Haigh demonstraram principalmente que, ao contrário do entendimento ortodoxo da Reforma inglesa, a reforma religiosa era extremamente complexa e variava consideravelmente em nível paroquial. Haigh também foi notado por seu trabalho em diminuir a importância atribuída ao anticlericalismo antes de 1530. Seu revisionismo fez parte de uma onda mais ampla na historiografia de Tudor com outros historiadores como Eamon Duffy.

## Trabalhos
- Reformation and Resistance in Tudor Lancashire, Cambridge University Press, 1975
- The English Reformation Revised, Cambridge University Press, 1987
- English Reformations: Religion, Politics and Society under the Tudors, Oxford University Press, 1993
- Politics in an Age of Peace and War, 1570-1630 in The Oxford Illustrated History of Tudor and Stuart Britain, Oxford, 1996, pp. 330–360
- Elizabeth I, London, 1988
- Success and Failure in the English Reformation, Past &amp; Present. Vol 173 (1) (2001) pp. 28–49
- The Troubles of Thomas Pestell: Parish Squabbles and Ecclesiastical Politics in Caroline England, Journal of British Studies. Vol 41 (2002) pp. 403–428
- The Reformation in England to 1603 in The Blackwell Companion to the Reformation, Oxford, 2003
- Clergy JPs in England and Wales, 1590-1640, The Historical Journal, vol 47, 2004, pp. 233–259
- The Character of an Antipuritan, Sixteenth Century Journal, vol XXXV, 2004, pp. 671–88
- A G Dickens and the English Reformation, Historical Research, vol 77, 2004, pp. 24–38
- The Plain Man's Pathway to Heaven: Kinds of Christianity in Post-Reformation England, 1570-1640, Oxford University Press, 2007